# Evento auditivo
Evento auditivo descreve a percepção subjetiva ao ouvir uma determinada situação sonora. Este termo foi introduzido por Jens Blauert (Universidade de Ruhr, Bochum) em 1966, com o objetivo de distinguir claramente entre o campo sonoro físico e a percepção auditiva do som.
Os eventos auditivos são os objetos centrais das investigações psicoacústicas. O foco dessas investigações é a relação entre as características de um campo sonoro físico e a percepção correspondente dos ouvintes. A partir dessa relação, podem-se tirar conclusões sobre os métodos de processamento do sistema auditivo humano.
As investigações sobre eventos auditivos abordam várias questões relacionadas à percepção sonora. Primeiramente, busca-se determinar se um evento auditivo é perceptível, envolvendo a análise dos limiares de percepção, como o limiar de audição e os limiares de mascaramento auditivo. Além disso, examinam-se as características do evento, como a intensidade, o tom, o som e a duração. A impressão espacial do evento também é investigada, com foco na localização sonora, lateralização e direção percebida. Por fim, é estudada a capacidade do sistema auditivo de distinguir diferenças entre eventos, avaliando as diferenças minimamente percebíveis.

## Relações entre o campo sonoro e os eventos auditivos
O campo sonoro é descrito por quantidades físicas, enquanto os eventos auditivos são descritos por quantidades da percepção psicoacústica. Abaixo segue uma lista com as quantidades do campo sonoro físico e as quantidades psicoacústicas relacionadas aos eventos auditivos correspondentes.
| Características do campo sonoro | Evento auditivo    |
| ------------------------------- | ------------------ |
| Nível de pressão sonora         | Intensidade        |
| Frequência                      | Tom                |
| Espectro                        | Timbre             |
| Posição de uma fonte sonora     | Localização sonora |

Na maioria das vezes, não há uma relação simples ou proporcional entre as características do campo sonoro e os eventos auditivos. Por exemplo, a propriedade do evento auditivo intensidade depende não apenas da quantidade física pressão sonora, mas também das características espectrais do som e de outros fatores.